# Keel
Keel foi uma banda Americana de heavy metal formado em Los Angeles em 1983 e esteve ativa até 1989, com um breve retorno em 1998. Ela é conhecida principalmente pela música "The Right To Rock". A banda se reuniu novamente em 2008 fazendo tour em 2009 celebrando o 25° ano de aniversário da banda.

## História
Keel foi formado pelo antigo vocalista da banda Steeler chamado Ron Keel. A formação original é formada por: Ron Keel (vocal), David Michael Philips (guitarra), Marc Ferrari (guitarra solo e base), Bob Marks (bateria) e Kenny Chaisson (baixo). Meses depois, Philips deixou a banda para se juntar a King Kobra e foi substituído por Brian Jay. Esta foi a formação para o álbum Lay Down the Law de 1984. Após o lançamento deste álbum, Marks deixou a banda e foi substituído por Steven Riley e este por sua vez deixou a banda no início da gravação do segundo álbum para se juntar ao W.A.S.P. e foi substituído por Dwain Miller, sendo esta a formação para os próximos quatro anos. O álbum de estreia chamou a atenção de Gene Simmons (KISS) tanto que foi ele que produziu o segundo e terceiro álbum da banda, The Right To Rock, lançado em 26 de março de 1985. O terceiro álbum da banda foi chamado "The Final Frontier" e foi lançado em 30 de abril de 1986. Este disco tem incluso o single "Because the Night" escrita por Patti Smith e Bruce Springsteen e que foi sucesso em 1978 com a banda Smith.
Em 1986, Keel venceu o prêmio de Melhor Banda do Ano segundo opinião de leitores da revista Metal Edge, superando bandas como Iron Maiden e Judas Priest.
Em 1987, a música "Rock and Roll Outlaw" (um cover da banda Australiana Rose Tatto do seu álbum de estréia homônimo) foi trilha sonora do filme Caminhos da violência (Dudes, em inglês). O quarto álbum da banda, Keel, foi lançado em 21 de junho de 1987, produzido por Michael Wagener. Uma faixa não lançada deste álbum, "Proud To Be Loud" de Marc Ferrari foi gravada pelo Pantera no seu álbum de 1988 intitulado Power Metal que foi produzido por Marc Ferrari.
Ferrari e Jay deixaram a banda em 1988 após a tour do álbum Keel. Eles foram substituídos pelo tecladista Scott Warren e o guitarrista Tony Palamucci.
O quinto álbum da banda, Larger Than Live, foi lançado em 1989 com seis novas gravações de estúdio, incluindo o cover "Fool for a Pretty Face" de Humble Pie. Neste álbum também havia seis músicas ao vivo gravadas em março de 1989. Após o lançamento do vídeo clipe da musica "Dreams Are Not Enough", no mesmo ano Ron Keel anunciou o fim da banda. 

### Após o fim da banda e primeira reunião
No anos 90, Marc Ferrari escreveu uma coluna para revista Metal Edge intitulada "Power Sources" e formou a banda Cold Sweat e lançaria o álbum Break Out no mesmo ano. A banda se desfez, e Marc Ferrari apareceu em dois filmes de comédia chamado "Quanto Mais Idiota Melhor" (Wayne's World, em inglês) e a seqüência "Quanto Mais Idiota Melhor 2" (Wayne's World 2, em inglês) como guitarrista para a banda da Tia Carrere "Crucial Taunt" e formou a banda Medicine Wheel que lançou três CDs. Além disso, ele lançou dois CDs solo e iniciou uma compania que publicava músicas chamada MasterSource, empregando Ron Keel para escrever materiais para a biblioteca. Ele recentemente escreveu um livro intitulado Rock Star 101.
Em 1998, membros do Keel se reuniram para lançar seu sexto álbum Keel VI: Back in Action que consistia em materiais não lançados dos álbuns anteriores incluindo "Proud To Be Loud".
A música da banda "Speed Demon" (de The Right to Rock) foi brevemente ouvida no filme Homens de Preto 2.
Ron Keel tem feito inúmeros projetos musicais desde o fim da banda. Em meados dos anos 90, ele tocou música Country usando o nome "Ronnie Lee Keel" antes de formar a banda de metal country chamada IronHorse em 2001. Em 2006, Ron deixou IronHorse e formou K2 Featuring Ron Keel um ano mais tarde.

### Reunião do 25° aniversário
Em Novembro de 2008, Keel se reuniu para celebrar o aniversário de 25 anos da banda. Todos os membros dos tempos de The Right to Rock foram reunidos exceto Chaisson. O novo baixista foi Geno Arce que é amigo de longa data de Ron Keel. O primeiro show da reunião foi feito em Hollywood em 31 Janeiro de 2009 . Além disso, a banda tocou no festival Rocklahoma em Julho de 2009. 
Foi produzido um álbum desta reunião chamado Streets of Rock N' Roll em 2010, como  também a edição de 25 anos de aniversário de The Right To Rock contendo uma nova regravação da música título como bônus. 

## Formação

### Última formação
- Ron Keel - vocal (1984–1989, 1998)
- Marc Ferrari - guitarra (1984–1988, 1998)
- Bryan Jay - guitarra (1984–1988, 1998)
- Kenny Chaisson - baixo (1984–1989, 1998)
- Dwain Miller - bateria (1984–1989, 1998)

### Ex-integrantes
- David Michael-Phillips - guitarra (1984)
- Bobby Marks - bateria (1984)
- Fred Coury - bateria (1984)
- Steve Riley - bateria (1984)
- Barry Brant - bateria (1984)
- Tony Palamucci - guitarra (1988–1989)
- Scott Warren - teclados (1988–1989)
- Jesse Bradman - teclados (1988)
- Philip Wolfe - teclados

## Discografia

### Álbuns de estúdio
- 1984 - Lay Down the Law
- 1985 - The Right to Rock
- 1986 - The Final Frontier
- 1987 - Keel
- 1989 - Larger than Live
- 1998 - Keel VI : Back in Action
- 2010 - Streets of Rock and Roll

### EP
- 1986 - Tears of Fire

### Singles
- 1985 - Easier Said than Done
- 1985 - The Right to Rock
- 1986 - Because the Night
- 1986 - Raised On Rock
- 1986 - Tears of Fire
- 1986 - The Final Frontier
- 1987 - Somebodys Waiting

### Demo
- 1983 - Demo '83